# Friedrich Hollmann
Friedrich August Wilhelm Hollmann (* 16. Oktober 1833 in Harjel; † 1. September 1900 in Walk) war ein deutschbaltischer Pastor und livländischer Generalsuperintendent.

## Leben
Seine Eltern waren der Pastor Rudolf Hollmann und Emilie, geborene Schreiber. Nach dem Besuch des Gouvernements-Gymnasiums in Riga studierte Hollmann von 1852 bis 1856 an der Kaiserlichen Universität Dorpat Theologie; er wurde mit einer goldenen Preismedaille ausgezeichnet. Er gehörte der Livonia an. Nach dem Studium war er zunächst Hauslehrer, absolvierte dann ein Probejahr in Dorpat und war von 1859 bis 1873 Pastor in Rauge. 1873 wurde er Direktor des ritterschaftlichen Schullehrerseminars in Dorpat und zugleich Oberlehrer am dortigen Privatgymnasium. Als Leiter der Stadtmission war er von 1887 bis 1889 in St. Petersburg tätig, dann seit 1889 als Generalsuperintendent und Vizepräsident des livländischen Konsistoriums in Riga. Er starb auf der Heimreise von einer Synode in Walk.

## Schriften
- Die Volksschule in Livland.  Dorpat 1876.
- Bedeutung und Grenzen der häuslichen Erziehung in der Gegenwart. In: Mitteilungen und Nachrichten für die evangelische Kirche in Rußland. Bd. 35, Riga 1879, S. 201 ff.
- Ueber nationale Erziehung. (Vortrag, am 24. Febr.1882 in der Aula der Universität zu Dorpat gehalten). Dorpat 1882.
- Luthers und Melanchthons Anteil an der Gründung evangelischer Lateinschulen während des Zeitraumes von 1518 bis 1530: ein Beitrag zur Entstehungsgeschichte des evangelischen Gymnasiums. Dorpat 1885.
- Estnische Anleitung zur Erlernung des Lutherschen Katechismus.